# Zona de Proteção Especial do Ilhéu das Cabras

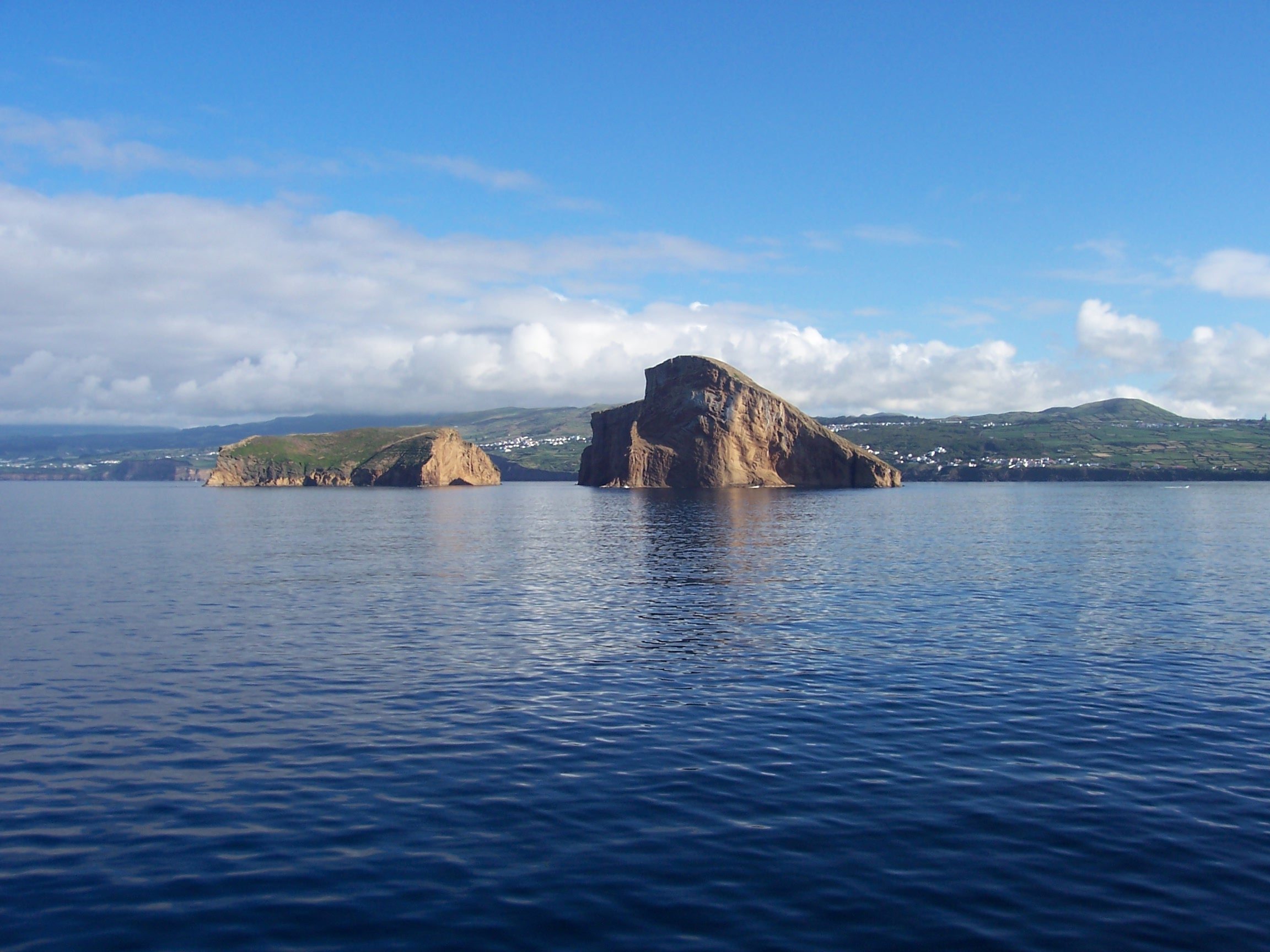
Ilhéus das Cabras, vistos do mar a SE, com a ilha Terceira em fundo.

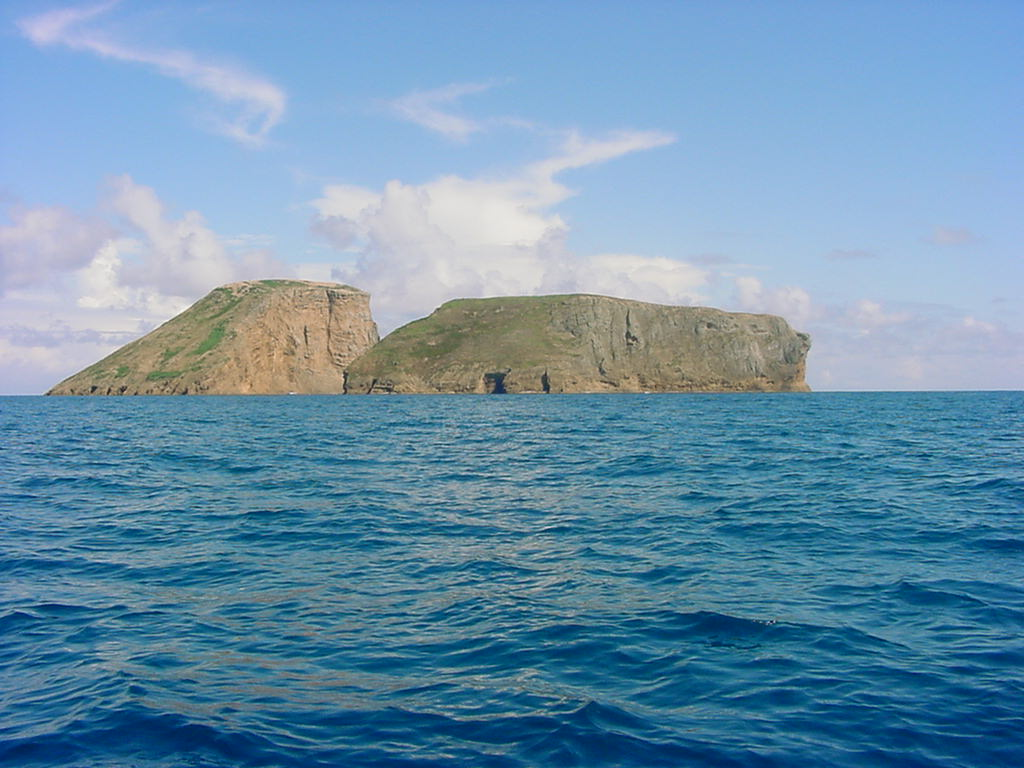
Ilhéus das Cabras, vistos do mar, a partir do NW.

Zona de Protecção Especial do Ilhéu das Cabras localiza-se nos Ilhéus das Cabras e é constituída pela totalidade da área de dois ilhéus com o mesmo nome, com a cota de 84 metros e 147 metros respectivamente, situado no mar a cerca de 1200 m da Baía do Morgado, em frente à freguesia da Feteira (Angra do Heroísmo).
Foi criada pelo Decreto Legislativo Regional n.º 20/2006/A de 6 de junho de 2006, para protecção das aves e tem 28 hectares de superfície.